# Bonaventure Sonké
Bonaventure Sonké, né à Baham (département de la Mifi) le 8 juillet 1962, est un botaniste et enseignant-chercheur camerounais, professeur à l'université de Yaoundé I depuis 2007, chef du département de Biologie de l'École normale supérieure de Yaoundé où il est également directeur du Laboratoire de Botanique systématique et d’Écologie. Le rayonnement international de ses travaux est principalement lié aux Rubiaceae et à la flore du Cameroun.

## Biographie
Après des études secondaires à Bafoussam, il se forme à l'Université de Yaoundé, puis à l'Université libre de Bruxelles (ULB), où il obtient son doctorat en 1998.

## Sélection de publications
- Oxyanthus (Rubiaceae-Gardenieae-Gardeniinae) en Afrique centrale : étude systématique, Jardin botanique national de Belgique, Meise, 1999
- Forêts de la Réserve du Dja (Cameroun) : études floristiques et structurales, Jardin botanique national de Belgique, Meise, 2004

La liste complète de ses travaux est en ligne.

## Distinctions
En 1996 la Société royale de botanique de Belgique lui remet le prix Émile De Wildeman pour sa contribution importante à la connaissance de la flore d'Afrique tropicale.
En 2014 une nouvelle espèce d'orchidée – la deuxième du genre Distylodon –, découverte au Cameroun en bordure du parc national de Campo-Ma'an, lui est dédiée : Distylodon sonkeanum.